# چونگراد
شهر چونگراد (به مجاری: Csongrád) در چونگراد-چاناد در کشور مجارستان واقع شده‌است. جمعیت این شهر ۱۷٫۹۸۳ نفر است.